# Robin Guthrie
Robin Andrew Guthrie (ur. 4 stycznia 1962 w Grangemouth) – brytyjski muzyk, producent muzyczny, inżynier dźwięku, najbardziej znany jako współzałożyciel (w 1981) i członek zespołu Cocteau Twins. Po rozwiązaniu grupy w 1998 kontynuuje działalność solową.

## Życiorys
W 1981 Robin Guthrie, Will Heggie i Elisabeth Fraser założyli w Grangemouth grupę Cocteau Twins. W 1983 Will Heggie odszedł, a jego miejsce zajął w 1984 Simon Raymonde. W tym składzie zespół działał do 1998, kiedy to rozwiązał się. W ramach Cocteau Twins Robin Guthrie grał na gitarze, gitarze basowej, instrumentach klawiszowych i perkusji, zajmował się ponadto programowaniem, samplingiem i inżynierią dźwiękową. Po rozwiązaniu grupy utworzył w 2000 wraz z piosenkarką Siobhan de Maré duet Violet Indiana, który nagrał 2 albumy, Roulette (2001) i Russian Doll (2004). W 2003 Robin Guthrie wydał swój pierwszy solowy album, Imperial, a po nim kolejny, Continental, oraz EP-ki: Everlasting i Waiting for Dawn (wszystkie w 2006).
Robin Guthrie często współpracował z amerykańskim muzykiem Haroldem Buddem, po raz pierwszy w 1986 podczas nagrywania albumu The Moon and the Melodies (wspólne dzieło Budda i członków Cocteau Twins), następnie w 1988 przy solowym albumie Budda The White Arcades i w 2007, kiedy obaj wydali wspólnie zrealizowane albumy After the Night Falls i Before the Day Breaks. W 2008 Robin Guthrie napisał ścieżkę dźwiękową do filmu 3:19. W 2009 wydał solowy album Carousel oraz album Mirrorball, zrealizowany wspólnie z Johnem Foxxem.

## Dyskografia

### Albumy
- 2003 – Imperial[4]
- 2006 – Continental[5]
- 2008 – 3:19[6]
- 2009 – Carousel[7]
- 2011 – Emeralds[8]

### Albumy nagrane z innymi artystami
- 1986 – The Moon And The Melodies (Harold Budd, Simon Raymonde, Robin Guthrie, Elizabeth Fraser)[9]
- 2001 – Roulette (Robin Guthrie, Siobhan de Maré jako: Violet Indiana)[10]
- 2004 – Russian Doll (Robin Guthrie, Siobhan de Maré jako: Violet Indiana)[11]
- 2009 – Mirrorball (John Foxx, Robin Guthrie)[12]
- 2011 – Winter Garden (Eraldo Bernocchi, Harold Budd, Robin Guthrie)[13]

### EP
- 1999 – Fifty-Fifty (Sneakster, Robin Guthrie)[14]
- 2006 – Everlasting[15]
- 2006 – Waiting For Dawn[16]
- 2009 – Songs To Help My Children Sleep[17]
- 2009 – Angel Falls[18]
- 2010 – Sunflower Stories[19]

### Single
- 2012 – The Places We Go (Mark Gardener, Robin Guthrie)[20]